# 卧里屯镇
卧里屯镇，是中华人民共和国黑龙江省绥化市安达市下辖的一个镇。
2016年8月10日，黑龙江省民政厅批复同意撤销卧里屯乡，设立卧里屯镇。

## 行政区划
卧里屯镇下辖以下地区：
东清村、龙山村、龙华村、青山村、致富村、保国村和王花泡村。